# Abd al-Haqq
`Abd al-Haqq (عَبد الحَقّ بن مِحيُو المَرِينِيّ, ⵄⴱⴷ ⵍⵃⴰⵇⵇ ⵓ ⵎⵓⵃⵎⵎⴷ ⵏ ⴰⵢⵜ ⵎⵔⵉⵏ), né dans la région du Zab,, et décédé en 1217, est un émir mérinide.

## Histoire
Le nouveau khalife almohade, Yûsuf al-Mustansir (vers 1215) était jeune et la dynastie almohade venait d'essuyer une sévère défaite contre les Espagnols à Las Navas de Tolosa (juillet 1212). Les Banû Marin virent là l'occasion d'attaquer. Les Almohades envoyèrent 10 000 hommes, la bataille eut lieu sur la côte du Rif, ce fut une déroute pour les Almohades. Des renforts d'Arabes et de Berbères nomades s'affrontèrent encore aux Banû Marin, aux environs de Fès. Ce fut à nouveau une défaite pour les Almohades, mais `Abd al-Haqq y fut blessé mortellement (1217). Les Mérinides prirent possession du Rif et semblèrent vouloir en rester là. Ce furent au contraire les Almohades qui prirent l'initiative de vaines contre-attaques.

## Sources
1. ↑  ʻAlī ibn ʻAbd Allāh Ibn Abī Zarʻ al-Fāsī et Ṣāliḥ ibn ʻAbd al-Ḥalīm al-Gharnāṭī, Roudh el-Kartas: Histoire des souverains du Maghreb (Espagne et Maroc) et annales de la ville de Fès, Impr. impériale, 1860 (lire en ligne), p. 405
2. ↑  ʻAlī ibn ʻAbd Allāh Ibn Abī Zarʻ al-Fāsī et Ṣāliḥ ibn ʻAbd al-Ḥalīm al-Gharnāṭī, Roudh el-Kartas: Histoire des souverains du Maghreb (Espagne et Maroc) et annales de la ville de Fès, Impr. impériale, 1860 (lire en ligne), p. 425
3. ↑  (ar) Khayr al-Dīn Ziriklī, al-Aʻlām: al-Dahhān-ʻAbd al-Salām, Dār al-ʻIlm lil-Malāyīn, 2002 (lire en ligne)
4. ↑  (ar) فيلالي، عبد الكريم،, التاريخ السياسي للمغرب العربي الكبير, ع.ك. الفيلالي،,‎ 2006 (ISBN 978-9954-8702-0-4, lire en ligne)
5. ↑  (ar) محمود شاكر, التاريخ الإسلامي - ج 7: العهد المملوكي, IslamKotob (lire en ligne)

- Charles-André Julien, Histoire de l'Afrique du Nord, des origines à 1830, édition originale 1931, réédition Payot, Paris, 1994
- Le site en arabe http://www.hukam.net/